# Центральний банк Кенії

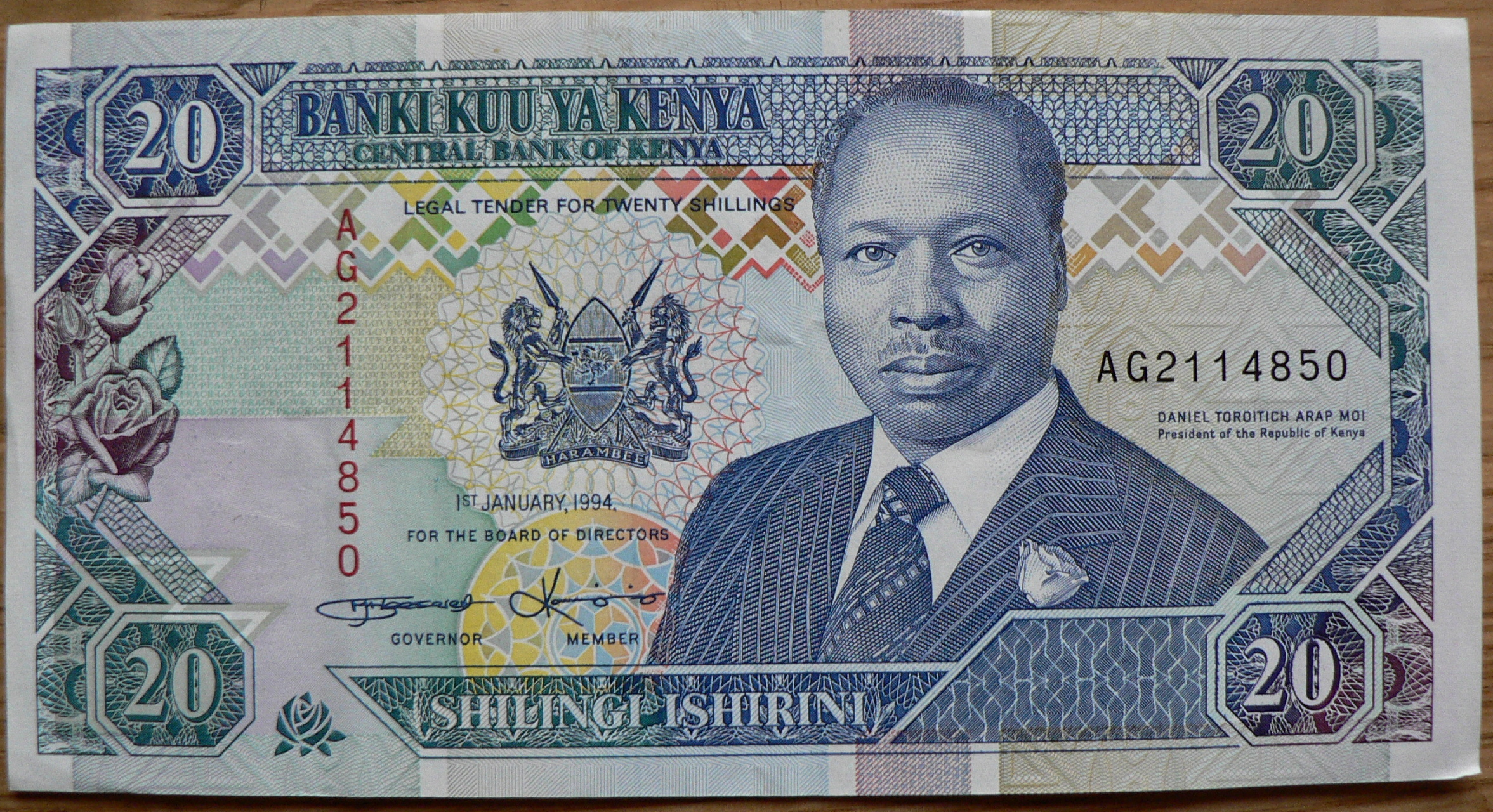

Центральний банк Кенії (ЦБК) — національний банк Кенії. Головний офіс банку знаходиться в Найробі. Банк був заснований 1966 року після розпуску Східноафриканської валютної ради. Доктор Патрік Нгугі Ньороге є чинним головою ЦБК, а Шейла М'Мбіджеве — заступником голови.
Кенійський шилінг (суах. Shilingi ya Kenya, фр. Shilling du Kenya) — національна валюта Кенії.
1 кенійський шилінг = 100 центів.
В готівковому обігу знаходяться купюри номіналом 5, 10, 20, 50, 100, 200, 500 і 1000 шилінгів. Офіційне міжнародне позначення валюти — KES.

## Організаційна структура

### Управління
Команда виконавчого управління банку складається з голови, заступників голови та керівників департаментів. Голова бере на себе роль головного виконавчого директора банку, і тому відповідає за його загальне управління, також він є офіційним представником банку.

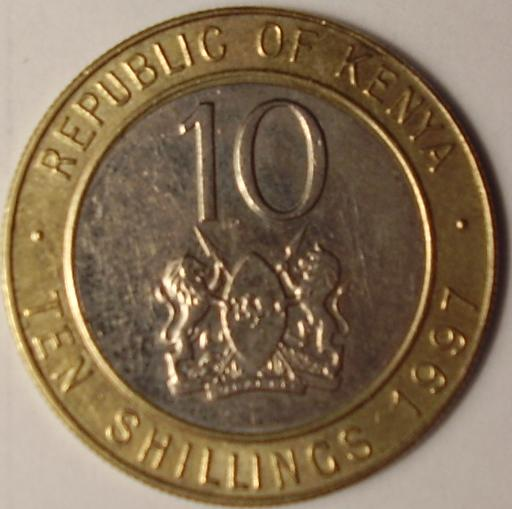

### Керівники

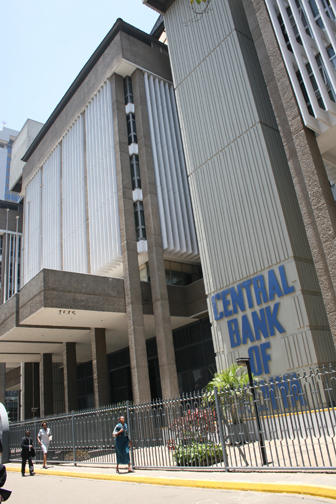

Нинішній голова банку — Патрік Нгугі Ньороге. Колишніми керівниками Банку є:
- Професор Ньюгуна Ндун'у (березень 2007 — березень 2015)
- Доктор Ендрю Маллей (березень 2003 — березень 2007)
- Нахашон Няга (квітень 2001 — березень 2003)
- Міка Чезерем (липень 1993 — квітень 2001)
- Ерік Шеруйот Котут (січень 1988 — липень 1993)
- Філіп Ндегва (грудень 1982 — січень 1988)

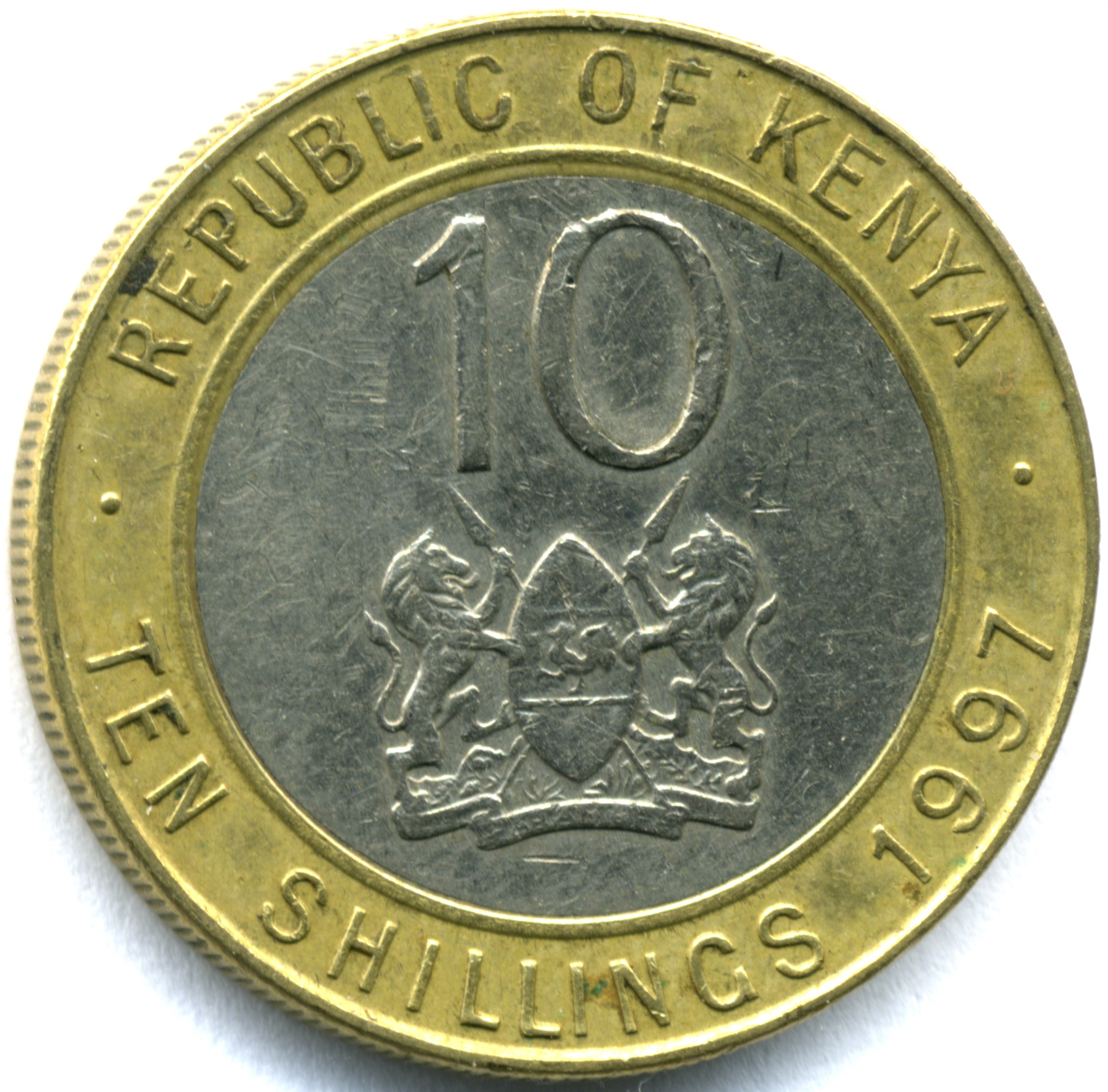

- Дункан Ндегва (травень 1967 — грудень 1982)
- Доктор Леон Баранський (травень 1966 — травень 1967)

### Заступники керівників
Нинішній заступник голови — Шейла М'Міджеве.
До колишніх заступників належать:
- Доктор Харон Сіріма (2011—2015)
- Доктор Хецрон Нянгіто (2008—2011)
- Жасінта Ванджала Мватела (2004—2008), в.о. голови 2006—2007 рр.[5]
- Едвард К. Самбілі (2001—2004)[6]
- Томас Нзіокі Кібуа (1993—2001)[7]
- Wanjohi Muriithi (1991—1993)[8]
- Еліфаз Ріунгу (1988—1991)
- Ерік Черуйот Котут (1984—1988)[9]
- Ахмед Абдалла (1967—1984)[10][11]

### Члени правління
Нинішня рада директорів така:
- Мухаммед Няога — голова правління
- Головний секретар Національної скарбниці
- Доктор Патрік Ньороге — голова
- Неліус Каріукі — член правління
- Рейчел Джомбо — член правління
- Раві Рупарель — член правління
- Самсон Черутич — член правління
- Благодійний Кісоту — член правління

### Кафедри
- Управління директорів
- Банківські послуги
- Національна система платежів та управління ризиками
- Дослідження
- Банківський нагляд
- Фінансові ринки
- Валютні операції [Архівовано 19 листопада 2016 у Wayback Machine.] та адміністрація філій
- Стратегічний менеджмент[13]
- Фінанси та ІМС
- Послуги із закупівлі та логістики
- Внутрішня ревізія
- Людські ресурси
- Кенійська школа валютних досліджень